# Basket Cavezzo
L'Associazione Basket Cavezzo è la principale società di pallacanestro femminile di Cavezzo (MO).

## Storia
A causa del terremoto dell'Emilia del 2012, la società ha rinunciato alla Serie B e per una stagione è rimasta inattiva. Nel 2013-2014 si è iscritta nuovamente alla B.

## Cronistoria
| Cronistoria del Basket Cavezzo. |
| --- |
| - 1978 · fondazione del Basket Cavezzo. - 1978-79 · giovanili. - 1979-80 · giovanili. - 1980-81 · giovanili. - 1981-82 · Promozione. - 1982-83 · Promozione. - 1983-84 · Promozione. - 1984-85 · Promozione, promossa in Serie C. - 1985-86 · Serie C, promossa in Serie B. - 1986-87 · Serie B, promossa in Serie A2. - 1987-88 · in Serie A2, promossa in Serie A1. - 1988-89 · Oece, 5ª in Serie A1. Rinuncia all'iscrizione. - 1989-90 · giovanili. - 1990-91 · giovanili. - 1991-92 · Promozione. - 1992-93 · Promozione, promossa in Serie C. - 1993-94 · Serie C, promossa in Serie B. - 1994-95 · Serie B. - 1995-96 · Serie B. - 1996-97 · Serie B, promossa in Serie A2. - 1997-1998 · 4ª nel Girone B di Serie A2, ammessa alla nuova Serie A2. - 1998-99 · 8ª nel Girone A di Serie A2. - 1999-00 · Acetum, 9ª nel Girone A di Serie A2. - 2000-01 · 7ª nel Girone A di Serie A2. - 2001-02 · 5ª nel Girone A di Serie A2, 5ª nel Girone 1 di Poule Promozione. - 2002-03 · 3ª nel Girone Nord di Serie A2, partecipa ai play-off. - 2003-04 · 8ª nel Girone Nord di Serie A2. - 2004-05 · 1ª nel Girone Nord di Serie A2, promossa in Serie A1; Finalista di Coppa di Lega. - 2005-06 · 13ª in Serie A1. - 2006-07 · 16ª in Serie A1, retrocessa in Serie A2. - 2007-08 · 6ª nel Girone A di Serie A2; 3ª in Coppa di Lega. - 2008-09 · 1ª nel Girone A di Serie A2, promossa in Serie A1, rinuncia all'iscrizione. - 2009-10 · 2ª in Serie B2 Emilia Romagna, vince i play-off, vince lo spareggio promozione interregionale, promossa in serie B d'Eccellenza. - 2010-11 · 5ª nel Girone B1 della Serie B d'Eccellenza. - 2011-12 · 1ª nel Girone E di Serie B, 4ª nel concentramento promozione 3, si ritira a causa del terremoto in Emilia-Romagna. - 2012-13 · attività sospesa - 2013-14 · 5ª in Serie B Emilia Romagna, semifinali play-out. - 2014-15 · 2ª in Serie B Emilia Romagna, semifinali play-off nazionali. - 2015-16 · 1ª in Serie B Emilia Romagna, semifinali play-off nazionali. - 2016-17 · 3ª in Serie B Emilia Romagna, vince i play-off, promossa in serie A2, rinuncia all'iscrizione. - 2017-18 · 3ª in Serie B Emilia Romagna. - 2018-19 · 1ª in Serie B Emilia Romagna,vince i play-off regionali, semifinali play-off nazionali. - 2019-20 · nel Girone A della Serie B Emilia Romagna, Campionato sospeso. - 2020-21 · 3ª nel Girone B della Serie B Emilia Romagna. - 2021-22 · 4ª nel Girone B della Serie B Emilia Romagna, 1ª nella poule play-out. - 2022-23 · 2ª nel Girone A della Serie B Emilia Romagna, semifinali play-off nazionali. - 2023-24 · 2ª nel Girone A della Serie B Emilia Romagna, vince i play-off, promossa in serie A2, rinuncia all'iscrizione. - 2024-25 · 1ª in Serie B Emilia Romagna |

## Allenatori
- 1988-1989  Guido Novello[5]

---
- 1997-1999  Giovanni Lucchesi[6]

- 2000-2004  Alberto Ganzerli[7]
- 2004-2005  Lorenzo Martinelli[8]
- 2005-2006  Carlo Grilli[9]
- 2006-2008  Claudio Carretti[10][11]
- 2008-2009  Luigi Piatti[12]
- 2009-2012  Alberto Ganzerli[13][14]
- 2013-2017  Giacomo Bregoli[15]
- 2017-2021  Claudio Carretti[16][17][18][4]
- 2021-2022  Alberto Ganzerli[19]
- 2022-  Luigi Piatti[19]

## Statistiche e record

### Partecipazione ai campionati
| Livello | Categoria                         | Partecipazioni | Debutto   | Ultima stagione | Totale |
| ------- | --------------------------------- | -------------- | --------- | --------------- | ------ |
| 1º      | Serie A1                          | 3              | 1988-1989 | 2006-2007       | 3      |
| 2º      | Serie A2                          | 10             | 1987-1988 | 2008-2009       | 10     |
| 3º      | Serie B d'Eccellenza              | 1              | 2010-2011 | 2010-2011       | 16     |
| 3º      | Serie B (nazionale)               | 1              | 2011-2012 | 2011-2012       | 16     |
| 3º      | Serie A2 (terza serie)            | 1              | 1997-1998 | 1997-1998       | 16     |
| 3º      | Serie B (regionale)               | 13             | 1986-1987 | 2024-2025       | 16     |
| 4º      | Serie B (regionale, quarta serie) | 4              | 1994-1995 | 2009-2010       | 6      |
| 4º      | Serie C (regionale)               | 2              | 1985-1986 | 1993-1994       | 6      |

Il Basket Cavezzo ha disputato complessivamente 15 stagioni sportive a livello nazionale.